# Microplanus
Microplanus is een geslacht van spinnen uit de familie hangmatspinnen (Linyphiidae). 

## Soorten
De volgende soorten zijn bij het geslacht ingedeeld:
- Microplanus mollis Millidge, 1991
- Microplanus odin Miller, 2007